# Malaysia Open 1950
Die Malaysia Open 1950 im Badminton fanden vom 5. bis zum 8. August 1950 in Ipoh statt. Es war die neunte Austragung der internationalen Titelkämpfe im Badminton von Malaysia.

## Finalergebnisse
| Disziplin    | Sieger                        | Finalist                      | Ergebnis           |
| ------------ | ----------------------------- | ----------------------------- | ------------------ |
| Herreneinzel | Wong Peng Soon                | Ooi Teik Hock                 | 15–13, 15–4        |
| Dameneinzel  | Cecilia Samuel                | Helen Heng                    | 10–12, 12–10, 11–7 |
| Herrendoppel | Ong Poh Lim Ismail Marjan     | Goh Chin Kim Abdullah Piruz   | 15–9, 15–3         |
| Damendoppel  | Cecilia Samuel Hoi Sai Ying   | Louisa Lean Valentine Chan    | 9–15, 15–6, 17–14  |
| Mixed        | Goh Chong Hong Valentine Chan | Chan Kon Leong Cecilia Samuel | 15–6, 5–15, 15–10  |

## Referenzen
- Annual Handbook of the International Badminton Federation, London, 28. Auflage 1970, S. 224–226.
- https://eresources.nlb.gov.sg/newspapers/digitised/article/singstandard19500808-1.2.170
- https://eresources.nlb.gov.sg/newspapers/Digitised/Page/nysp19500808-1.1.7
- https://eresources.nlb.gov.sg/newspapers/Digitised/Article/maltribune19500807-1.2.84